# Barton McLean

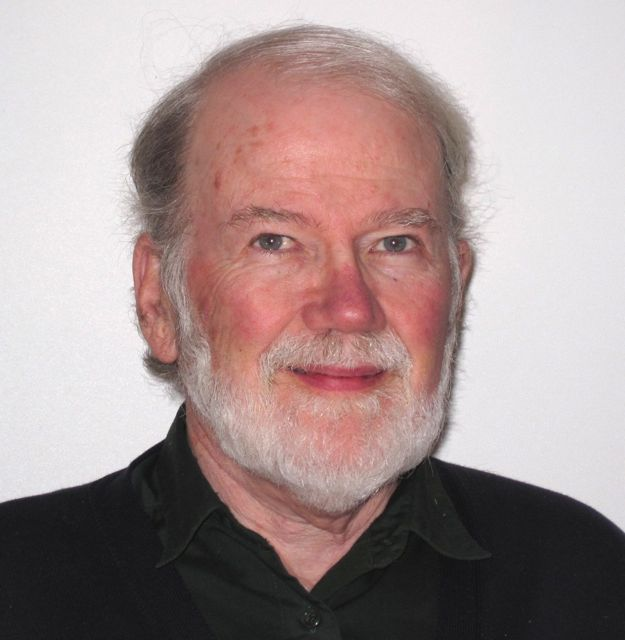
Barton McLean

Barton Keith McLean (Poughkeepsie, 8 april 1938) is een Amerikaans componist en muziekpedagoog.

## Levensloop
McLean studeerde muziek aan de Crane School of Music van de State University of New York (SUNY) in Potsdam (New York) en behaalde aldaar in 1960 zijn Bachelor of Science in muziekopleiding. Vervolgens studeerde hij aan de Eastman School of Music, Rochester muziektheorie en compositie bij onder anderen Henry Cowell en behaalde in 1965 zijn Master of Music in muziektheorie. Zijn studies voltooide hij aan de Indiana University in Bloomington bij onder anderen Iannis Xenakis en hij promoveerde in 1972 tot Ph.D. (Philosophiæ Doctor) in compositie. 
Van 1960 tot 1966 was hij docent voor muziektheorie, piano en contrabas aan de State University of New York (SUNY) in Potsdam (New York). Vervolgens doceerde hij tot 1969 muziektheorie aan de Indiana University in Bloomington. Op de campus South Bend van de Indiana University doceerde hij muziektheorie en compositie van 1969 tot 1976. Door de Universiteit van Texas in Austin werd hij tot directeur van het elektronische muziekcentrum benoemd en doceerde verder muziektheorie, orkestratie en compositie. In deze functie bleef hij tot 1983. Van 1987 tot 1989 was hij mededirecteur van de "I Ear Studios" aan het Rennselaer Polytechnic Institute en doceerde verder computermuziek. In 1996 was hij gastprofessor aan de University Malaysia Sarawak. 
Hij ontving voor zijn composities verschillende prijzen zoals de American Music Center Composer Award (2004), de The ELECTRIC SINFONIA awarded prize at Int. Bourges Electroacoustic Music Festival (1983) en de 
NYFA Fellows/Innova Award (2010). Hij is lid van de Society of Composers, Inc. (SCI).

## Composities

### Werken voor orkest
- 1999 Rainforest Reflections, voor orkest (of voor orkest en geluidsband)
- Metamorphosis
- The Purging of Hindemith, voor orkest

### Werken voor harmonieorkest
- 1962 Rondo
- 1965 Legend nr. 1
- 1966 Legend nr. 2
- 1983 Pathways

### Vocale muziek
- In the place of tears, voor mezzosopraan (of contra-alt), altfluit (ok piccolo), klarinet, basklarinet, 2 altsaxofoons, accordeon, piano en twee slagwerkers

### Kamermuziek
- 1974 Dimensions II, voor piano en geluidsband
- 1984 rev.1998 Ritual of the Dawn, voor twee dwarsfluiten, klarinet en harp
- Dimensions, voor viool en geluidsband
- Dimensions III and IV, voor saxofoon en geluidsband
- Dimensions VIII, voor piano en geluidsband
- From the good Earth: A Homage to Béla Bartók, voor strijkkwartet
- Happy Days, voor kamerensemble
- Koperkwintet
- Partita revisited, voor viool (solo), violen (tutti), altviool, dwarsfluit, hobo en piano
- Trio, voor viool, cello en piano

### Werken voor piano
- 1968 Fantasy
- Ixtlan, voor twee piano's

### Elektronische muziek
- 1992 Himalayan Fantasy
- 1993 Earth Music
- 1997 Jambori Rimba
- 1998 Forgotten Shadows
- 1999 Rhapsody on a Desert Spring
- 2001 Journey on a Long String
- 2001 MILLing in the ENNIUM
- 2008 Magic at Xanadu
- 2009 Concerto: States of Being
- 2010 Jubilee
- 2010 Ice Canyons
- Song of the Nahuatl